# الرومانية الكاثوليكية في أذربيجان

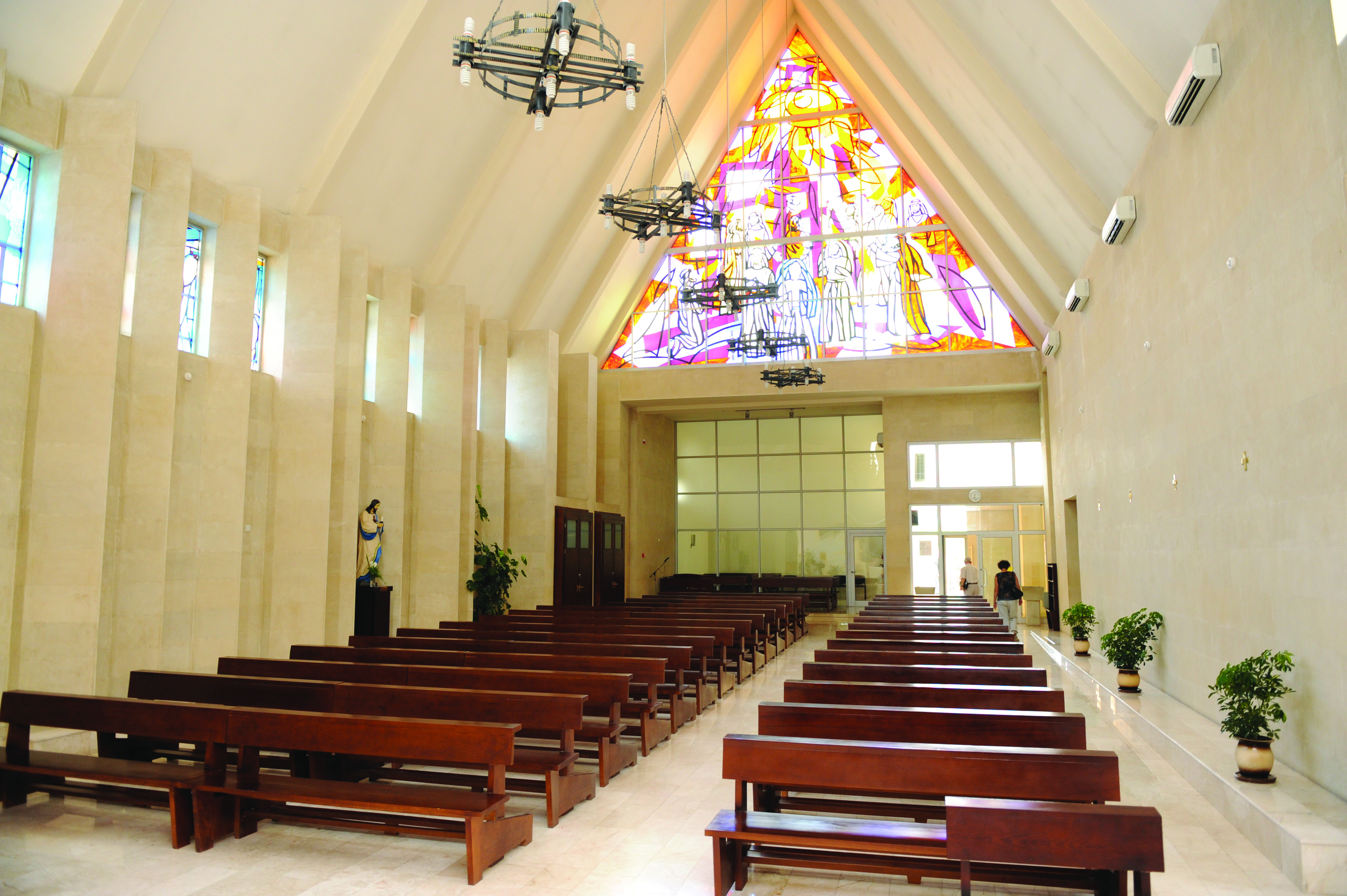
داخل كنيسة الحبل بلا دنس في مدينة باكو.

تاريخيًا ضمت عدد من قرى أذربيجان مجتمعات آشورية منها قرية ياقوت والتي أعتبرت القرية الكلدانيَّة الكاثوليكيَّة الوحيدة في جنوب القوقاز في حدود الإمبراطورية الروسية. في أوائل عام 1880 عين راهب من القرية كمطران كاثوليكي.
خلال الحكم الروسي قطنت في أذربيجان خصوصًا في مدينة باكو مجتمعات كاثوليكية أوكرانيَّة وأرمنيَّة وجورجيَّة. أشارت الإحصائيات لعام 2003 على وجود 250 شخص من أتباع المذهب الروماني الكاثوليكي.
يُقطن في أذربيجان 2,000 مواطن أذربيجاني من أصول بولنديّة. تعود أصول الجالية البولنديّة إلى القرن التاسع عشر، ويعتنق أغلب الجاليّة البولندية الديانة المسيحية على مذهب الروماني الكاثوليكي. وتمتلك الجالية كنيسة تاريخيّة وهي كنيسة الحبل بلا دنس في باكو. ولعبت الجاليّة البولنديّة أدورًا ثقافيّة هامّة في التاريخ الأذربيجاني الحديث.
في 22 مايو سنة 2002 زار البابا يوحنا بولس الثاني باكو في مستهل جولة شملت كل من أذربيجان وبلغاريا والتي أستمرت لمدة خمسة أيام. وفي 2 أكتوبر سنة 2016 قام البابا فرنسيس في زيارة أذربيجان حيث أقام قداسًا للأقلية الكاثوليكية في البلاد والتي يبلغ عددها حسب الإحصائيات حوالى 570 شخصًا، وقد حث البابا فرنسيس الأقلية الكاثوليكية، «على التمسك بإيمانها كما أحيا ذكرى المضطهد ين اثناء الحقبة السوفياتية».